# İmralı
İmralı (früher auch Emrali, griechisch Καλόλιμνος Kalolimnos) ist die flächenmäßig viertgrößte Insel im Marmarameer und dient der Türkei als Gefängnisinsel. Benannt ist die Insel nach dem osmanischen Admiral und Eroberer der Insel, Emir Ali.
In Nord-Süd-Richtung ist die Insel 8 km lang und von West nach Ost 3 km. Die Fläche beträgt 25 km². Der höchste Punkt ist mit 217 m der Türk Tepesi (Türkischer Hügel).

## Geschichte
Die Insel war bis 1923 von Griechen bewohnt. 1200 Menschen lebten in 250 Häusern. Es gab eine Schule und drei Klöster. Die Insel lebte von Landwirtschaft (Zwiebeln) und Fischerei.
Mit dem Bevölkerungsaustausch zwischen Griechenland und der Türkei nach Ende des Ersten Weltkrieges (Vertrag von Lausanne) wurde die gesamte Insel geräumt und kam unter die Verwaltung der türkischen Marine.

## Gefängnis

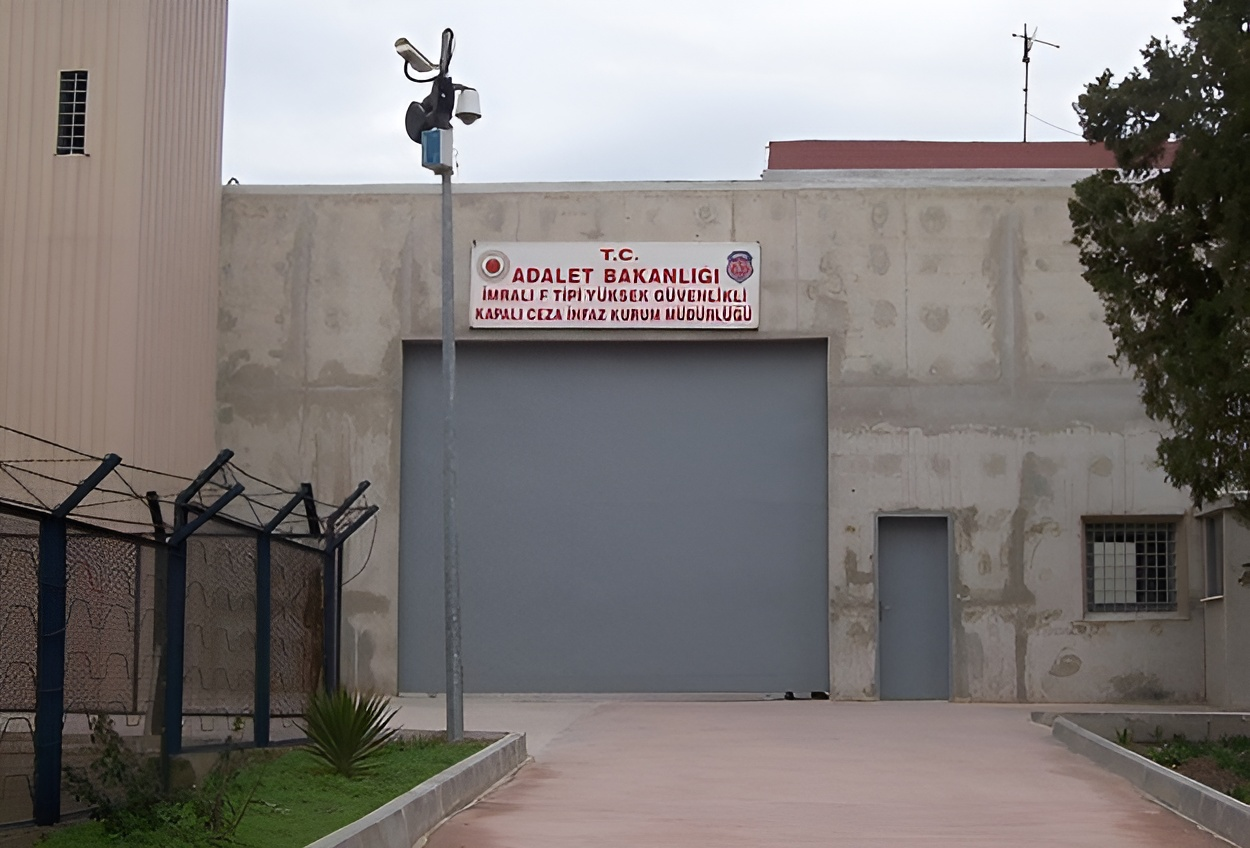
Gefängnis İmralı

Seit 1935 steht auf der Insel ein Gefängnis. Es ist umstritten, ob es sich dabei um eine geschlossene Hochsicherheits-Strafvollzugsanstalt Typ F handelt.
Bekannte ehemalige Insassen waren der Regisseur Yılmaz Güney, Ex-Ministerpräsident Adnan Menderes, Ex-Außenminister Fatin Rüştü Zorlu und Ex-Finanzminister Hasan Polatkan. Die drei letztgenannten wurden nach dem Militärputsch 1960 zum Tode verurteilt und im September 1961 auf der Insel hingerichtet.
1977 veröffentlichte der amerikanische Schriftsteller Billy Hayes zusammen mit William Hoffer das Buch Midnight Express. Darin beschreibt er seinen Aufenthalt auf der Gefängnisinsel İmralı und seine Flucht von dort im Jahre 1975. Die Gefangenen arbeiteten zu dieser Zeit in einer Konservenfabrik für Obst und Gemüse. Das Buch erschien ein Jahr später auch auf Deutsch und wurde 1978 von Alan Parker unter dem Namen 12 Uhr nachts – Midnight Express verfilmt.
Seit 1999 ist Abdullah Öcalan, der Führer der Arbeiterpartei Kurdistans (PKK), auf der Insel inhaftiert. Bis November 2009 war er dort der einzige Gefangene. Die zuvor dort inhaftierten Häftlinge wurden in andere Gefängnisse verlegt. Ende 2008 veröffentlichte die türkische Regierung Pläne, einige andere Gefangene in einem Neubau unterzubringen. Laut dem Justizminister ist das Gefängnis auf der Insel ein Typ-F-Gefängnis. Justizminister Sadullah Ergin sagte im August 2009, dass der Umbau des Gefängnisses İmralı zu einer geschlossenen Hochsicherheitsstrafvollzugsanstalt vollendet sei. Die Kapazität sei auf neun Gefangene erhöht worden, sodass acht weitere Gefangene zu Abdullah Öcalan verlegt würden. Welche Gefangene dies seien, werde im Rahmen des Strafvollzugsgesetzes bestimmt. Seit dem 15. November 2009 befindet sich Öcalan nicht mehr in Einzelhaft, sondern ist mit fünf weiteren Häftlingen inhaftiert.